# Love & Pride
Love & Pride is de debuutsingle van de Britse band King, afkomstig van het debuutalbum Steps In Time uit 1984. In april dat jaar werd het nummer eerst uitsluitend in het Verenigd Koninkrijk en Ierland op single uitgebracht. In februari 1985 werd de plaat heruitgebracht in het Verenigd Koninkrijk, Ierland, het Europese vasteland, Australië, Nieuw-Zeeland en Zuid-Afrika.

## Achtergrond
De single werd oorspronkelijk in april 1984 eerst in het Verenigd Koninkrijk en Ierland uitgebracht en behaalde kort daarna slechts een 84e positie in de UK Singles Chart. Na een televisieoptreden van de band in december 1984 in het jaaroverzicht van het BBC popprogramma Top Of The Pops, werd de single in februari 1985 opnieuw uitgebracht. De single werd toen een gigantische hit in een groot deel van Europa, in Australië, Nieuw-Zeeland, de VS en Zuid-Afrika. De plaat bereikte in thuisland het Verenigd Koninkrijk toen de 2e positie in de UK Singles Chart. In Ierland werd de 3e positie bereikt, Australië de 8e, Nieuw-Zeeland de 24e, Duitsland de 8e, Oostenrijk de 21e, Zwitserland de 3e, Zuid-Afrika de 7e, de VS de 55e en in de Eurochart Hot 100 de 9e positie.  
In Nederland werd de plaat op maandag 11 februari 1985 door dj Frits Spits en producer-invaller Tom Blomberg in het zeer populaire radioprogramma De Avondspits verkozen tot de 334e NOS Steunplaat van de week op Hilversum 3 en werd in het voorjaar van 1985 een gigantische hit in de destijds drie landelijke hitlijsten op de nationale publieke popzender. De plaat bereikte de 2e positie in zowel de Nederlandse Top 40 als de Nationale Hitparade en de TROS Top 50. In de Europese hitlijst op Hilversum 3, de TROS Europarade, werd de 3e positie behaald.
In België bereikte de plaat de 3e positie in zowel de voorloper van de Vlaamse Ultratop 50 als de Vlaamse Radio 2 Top 30. In Wallonië werd géén notering behaald.
In de sinds december 1999 jaarlijks uitgezonden NPO Radio 2 Top 2000 van de Nederlandse publieke radiozender NPO Radio 2 stond de plaat tot nu toe uitsluitend van 1999 t/m 2001 en van 2003 t/m 2004 in de lijst genoteerd, met als hoogste notering een 1250e positie in 1999.

## Tracklijst

### 7" vinylsingle
1. Love & Pride (3:20)
2. Don't Stop (4:15)

### 12" maxi vinylsingle
1. Love & Pride (Body & Soul mix) (5:27)
2. Don't Stop (4:15)
3. Classic Strangers (3:32)

## Hitnoteringen

### Nederlandse Top 40
| Love & Pride in de Nederlandse Top 40 - binnen: 23 februari 1985 | Love & Pride in de Nederlandse Top 40 - binnen: 23 februari 1985 | Love & Pride in de Nederlandse Top 40 - binnen: 23 februari 1985 | Love & Pride in de Nederlandse Top 40 - binnen: 23 februari 1985 | Love & Pride in de Nederlandse Top 40 - binnen: 23 februari 1985 | Love & Pride in de Nederlandse Top 40 - binnen: 23 februari 1985 | Love & Pride in de Nederlandse Top 40 - binnen: 23 februari 1985 | Love & Pride in de Nederlandse Top 40 - binnen: 23 februari 1985 | Love & Pride in de Nederlandse Top 40 - binnen: 23 februari 1985 | Love & Pride in de Nederlandse Top 40 - binnen: 23 februari 1985 | Love & Pride in de Nederlandse Top 40 - binnen: 23 februari 1985 | Love & Pride in de Nederlandse Top 40 - binnen: 23 februari 1985 | Love & Pride in de Nederlandse Top 40 - binnen: 23 februari 1985 | Love & Pride in de Nederlandse Top 40 - binnen: 23 februari 1985 |
| Week                                                             | 1                                                                | 2                                                                | 3                                                                | 4                                                                | 5                                                                | 6                                                                | 7                                                                | 8                                                                | 9                                                                | 10                                                               | 11                                                               | 12                                                               |                                                                  |
| ---------------------------------------------------------------- | ---------------------------------------------------------------- | ---------------------------------------------------------------- | ---------------------------------------------------------------- | ---------------------------------------------------------------- | ---------------------------------------------------------------- | ---------------------------------------------------------------- | ---------------------------------------------------------------- | ---------------------------------------------------------------- | ---------------------------------------------------------------- | ---------------------------------------------------------------- | ---------------------------------------------------------------- | ---------------------------------------------------------------- | ---------------------------------------------------------------- |
| Nummer                                                           | 46                                                               | 14                                                               | 4                                                                | 2                                                                | 2                                                                | 2                                                                | 8                                                                | 11                                                               | 15                                                               | 20                                                               | 33                                                               | 48                                                               | uit                                                              |

### Nationale Hitparade
Hitnotering: 20-02-1985 t/m 08-05-1985. Hoogste notering: #2.

### TROS Top 50
Hitnotering: 14-02-1985 t/m 16-05-1985. Hoogste notering: #2.

### TROS Europarade
Hitnotering: 14-02-1985 t/m 09-05-1985. Hoogste notering: #3 (1 week).

### NPO Radio 2 Top 2000
| Nummer met noteringen in de NPO Radio 2 Top 2000 | '99  | '00  | '01  | '02 | '03  | '04  |
| ------------------------------------------------ | ---- | ---- | ---- | --- | ---- | ---- |
| Love & Pride                                     | 1250 | 1681 | 1894 | -   | 1950 | 1917 |

1. ↑  Een '-' betekent dat het nummer niet was genoteerd en een vetgedrukt getal geeft de hoogste notering aan.
2. ↑  Deze tabel is bijgewerkt tot en met de laatste editie (2024).